# George Kosana
George „Kus“ Kosana (* 22. Dezember 1935 in Clairton, Pennsylvania; † 30. Dezember 2016 ebenda) war ein US-amerikanischer Filmproduktionsleiter und Schauspieler.

## Leben
George Kosana wurde am 22. Dezember 1935 als Sohn von Stephen (1911–1946) und Elizabeth Kosana (1915–?) in der von der Stahlindustrie geprägten Kleinstadt Clairton, einige Kilometer südlich von Pittsburgh, geboren. Im Jahre 1968 war er Mitglied der Filmproduktionsgesellschaft Image Ten, die den Horrorfilm Die Nacht der lebenden Toten von George A. Romero produzierte. Kostana war als Produktionsleiter nicht nur Mitglied der Filmcrew und einer von zehn Investoren des Films, sondern hatte auch die nicht unbedeutende Nebenrolle des Sheriff McClelland inne. Den Hut, den der von ihm dargestellte Charakter in dem Film trug, wurde Kosanas Markenzeichen. In der deutschsprachigen Synchronfassung des Films, der erst 1971 in die deutschsprachigen Kinos kam, wurde ihm von Wolfgang Hess, der in ebendiesem Jahr zur Feststimme von Bud Spencer wurde, die Stimme geliehen.
In weiterer Folge war Kosana auch an anderen Filmproduktionen von Image Ten beteiligt. Zu weiteren Filmauftritten brachte es darunter in der romantischen Komödie There’s Always Vanilla, bei der ebenfalls Romero als Regisseur fungierte, sowie in der Sexkomödie The Booby Hatch vom Regisseuren-Duo Rudy Ricci und John A. Russo. In den Jahrzehnten danach wurde es weitgehend ruhig um Kosana, der jedoch immer wieder bei Film- und Horrorconventions in Erscheinung trat. Im Archivmaterial diverser Produktionen wirkte Kosana in der Zwischenzeit dennoch mit und war dabei unter anderem bei Night of the Day of the Dawn of the Son of the Bride of the Return of the Terror (1991), der Night of the Living Dead: 30th Anniversary Edition (1999), Der amerikanische Albtraum (2000), Midnight Movies: From the Margin to the Mainstream (2005), Cinemassacre’s Monster Madness (1 Episode, 2007), Night of the Living Dead: Reanimated (2009), The Dead of Night (2010) oder Living Dead (2012).
Erst in den 2000er wurde er wieder für Filmproduktionen gebucht und trat dabei unter anderem in der Rolle des George im Low-Budget-Film Incest Death Squad auf. Mitte der 2010er Jahre wurde in Zusammenarbeit der beiden Regisseure Robert Lucas und John A. Russo, mit dem Kosana bereits knapp 40 Jahre zuvor zusammengearbeitet hatte und den er bereits seit Kindertagen kannte, der Low-Budget Film My Uncle John Is a Zombie! produziert. Diese wurde jedoch bislang nicht veröffentlicht und trägt den Status TBA (to be announced) (Stand: 2019). In ebendiesem ist der sichtlich gesundheitlich angeschlagene Kosana wieder in seiner (teilweise parodiert dargestellten) Paraderolle als Sheriff McClelland zu sehen.
In seinen letzten Lebensjahren war Kosana von gesundheitlichen Problemen gezeichnet; er hatte neben einer Lungenemphysem eine weitere chronische obstruktive Lungenerkrankung und litt an einer Makuladegeneration. Am 30. Dezember 2016, acht Tage nach seinem 81. Geburtstag, starb Kosana in seiner Geburtsstadt Clairton im US-Bundesstaat Pennsylvania. Kosana war zeitlebens nie verheiratet, hatte aber durch seinen älteren Bruder Stephen Familie, die auf die gesamten Vereinigten Staaten verteilt lebt.

## Filmografie (Auswahl)
- 1968: Die Nacht der lebenden Toten (Night of the Living Dead)
- 1971: There’s Always Vanilla
- 1976: The Booby Hatch
- 2009: Incest Death Squad
- TBA: My Uncle John Is a Zombie!